# Heliconius flavorubra
Heliconius flavorubra är en fjärilsart som beskrevs av Heinrich Neustetter 1926. Heliconius flavorubra ingår i släktet Heliconius och familjen praktfjärilar. Inga underarter finns listade i Catalogue of Life.